# Noctua subrosea
Noctua subrosea är en fjärilsart som beskrevs av Harrison 1937. Noctua subrosea ingår i släktet Noctua och familjen nattflyn. Inga underarter finns listade i Catalogue of Life.